# صرد أحمر الظهر
النُّهَس أو صرد أحمر الظهر أو الصرد الأمغر أو الرماني[بحاجة لمصدر] (الاسم العلمي: Lanius collurio) (بالإنجليزية: Red-backed Shrike)‏ هو طائر ينتمي إلى دقنوش (فصيلة: Laniidae)، الرماني: يقال أن تسمية هذا الطائر بـ (الرماني) نسبة إلى أن صدره منقط يشبه إلى حد كبير لون ثمرة الرمان.
وهو طائر بري مهاجر ربيعي شائع إلى حد ما، وعابر معشش، يتواجد في المناطق الصحراوية وشبه الصحراوية والمناطق الزراعية، كـجفرآباد وجابر والحدائق الكبيرة والمنتزهات المزروعة بالأشجار.
ويتميز الذكر عن الأنثى بوجود قناع أسود اللون يمتد من المنقار حتى خلف العينين ببضع سنتمترات، يغطي اللون الرمادي المزرق منطقة الرأس وخلف العنق ونهاية الذيل في الذكر، واللون البني المحمر يغطي السطح الظهري والأجنحة، والذيل أسود مميز بجوانب بيضاء والجزء العلوي له رمادي اللون.
أما الأنثى فهي أغمق وأدكن لوناً، والصدر مغطى بعلامات هلالية.
له منقار قوي خطافي الشكل ليساعده على تمزيق الفريسة إلى أجزاء.
ودائماً ما يخلط بينه وبين طائر الصرد الأشهب الأشول: Lanius isabellinus
والرماني من اللواحم يتغذى على الحشرات الكبيرة التي يحتفظ بها مثبتة على أشواك النباتات.

## معرض صور

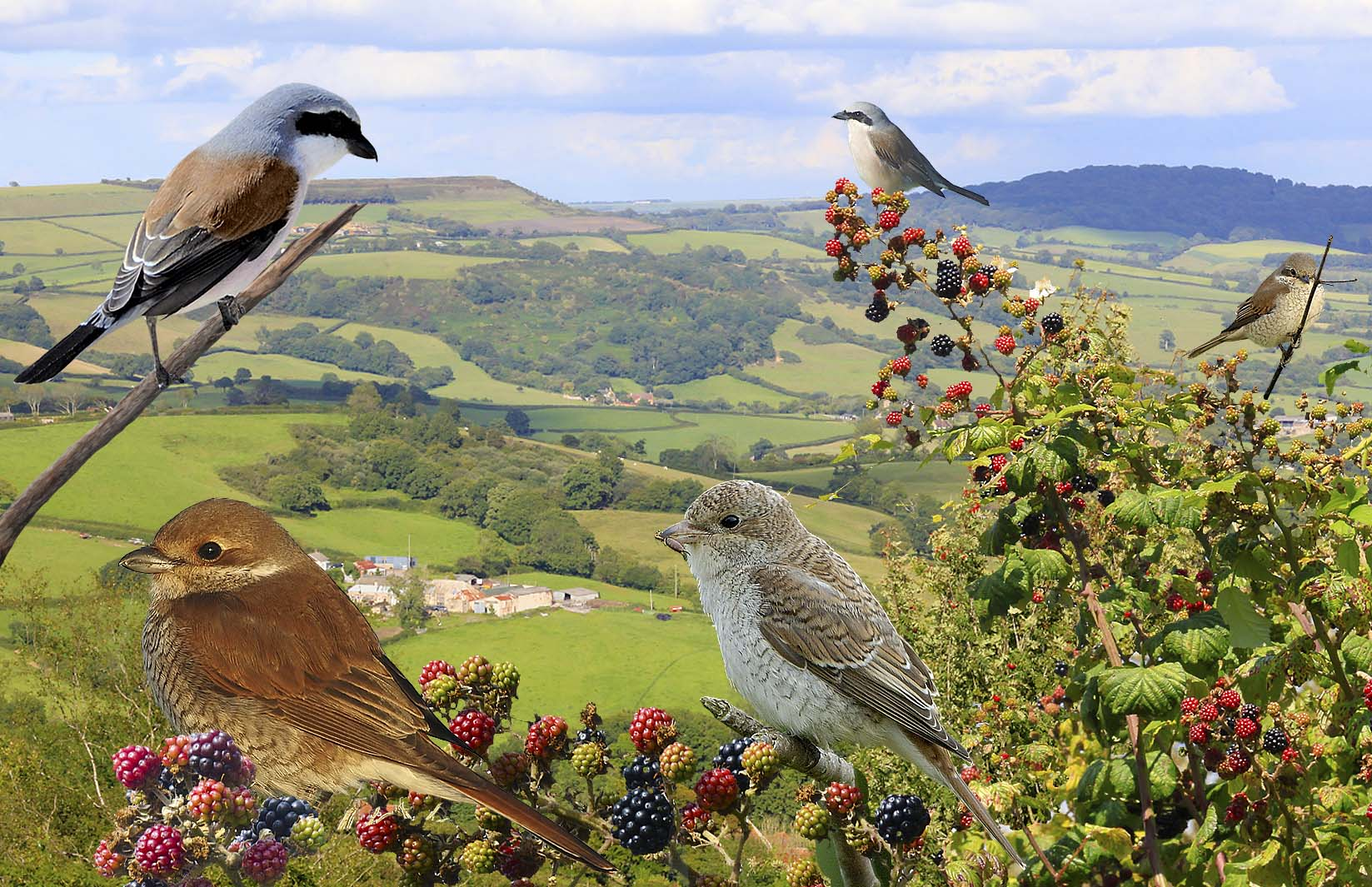
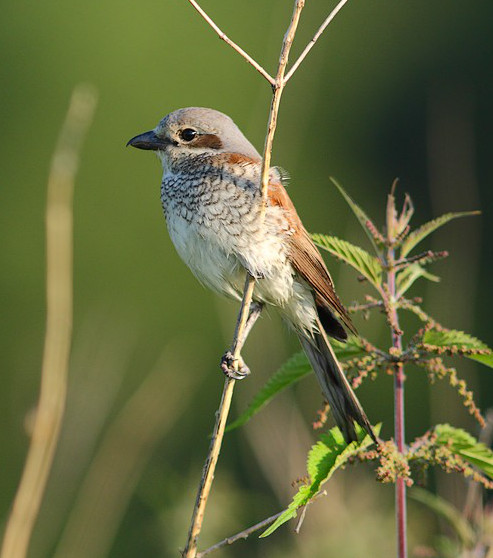
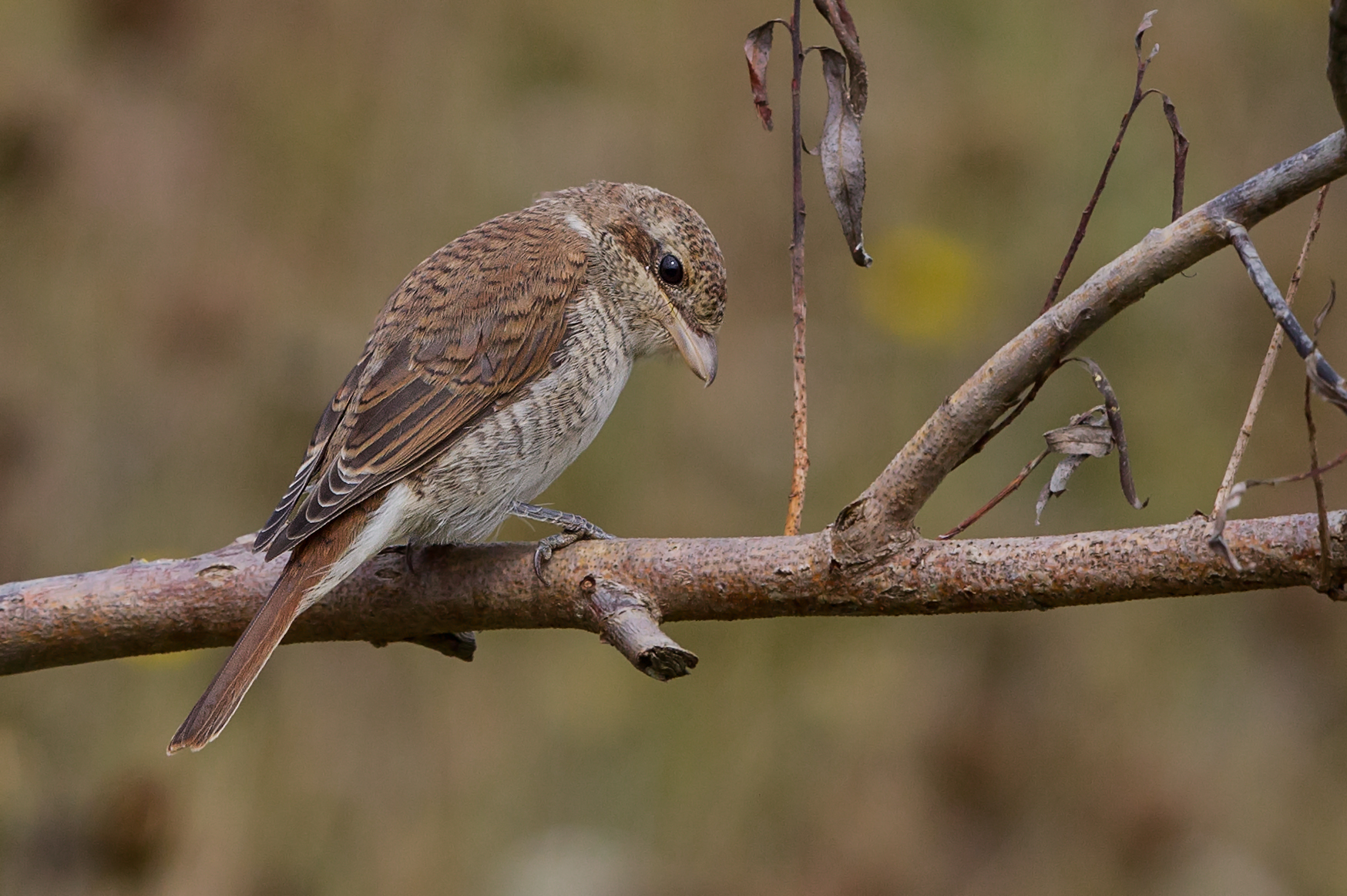
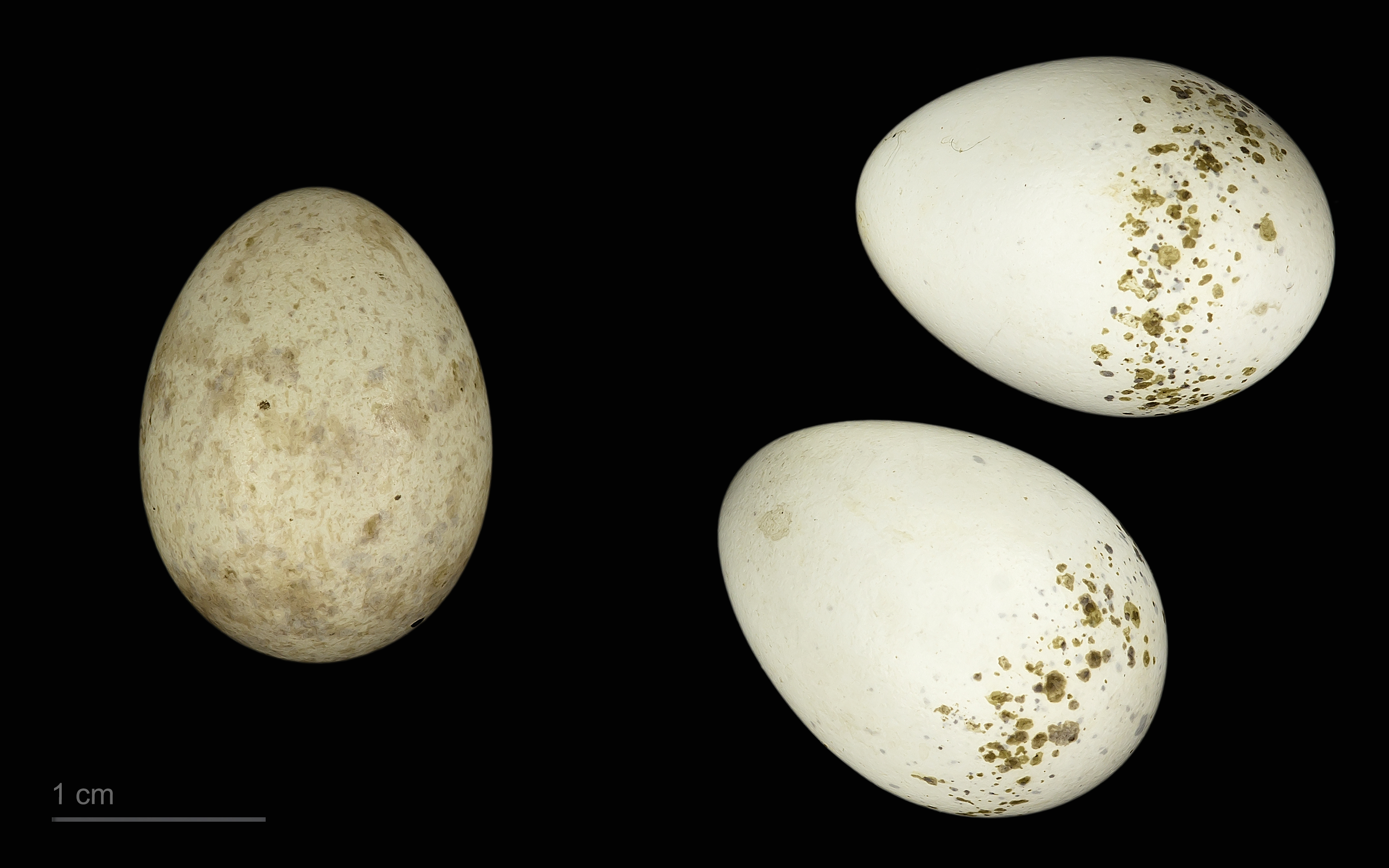
Cuculus canorus canorus + Lanius collurio
- رماني في السعودية